# التعليم في جزر القمر
عمليا جميع الأطفال يذهبون إلى المدرسة القرآنية لمدة سنتين أو ثلاث سنوات، بدءا من حوالي سن الخامسة، وهناك يتعلمون أساسيات العقيدة الإسلامية وبعض العربية الكلاسيكية. عند حضور الأطفال في المناطق الريفية هذه المدارس، فهم أحياناً ينتقلون إلى مناطق بعيدة عن مسكنهم، وذلك يعين المعلم على ممارسة التدريق في موطنه.
أنشأت فرنسا نظاما من المدارس الابتدائية والثانوية على أساس النموذج الفرنسي، الذي لا يزال إلى حد كبير في المكان. في جزر القمر، القانون يلزم جميع الأطفال بإكمال ثماني سنوات من الدراسة الذين تتراوح أعمارهم بين سبعة وخمسة عشر. ويوفر النظام ست سنوات من التعليم الابتدائي للطلاب الذين تتراوح أعمارهم 6-12، تليها سبع سنوات من الدراسة في المرحلة الثانوية. في السنوات الأخيرة، توسعت بشكل كبير الالتحاق، وبخاصة على المستوى الابتدائي.
التعليم الابتدائي إلزامي حتى سن الرابعة عشر. ومع ذلك، فإن الحكومة لا تفرض الحضور. في عام 2002، كان المعدل الإجمالي للالتحاق بالمرحلة الابتدائية 90 في المئة وفي عام 1999 وهي السنة الأخيرة التي تتوافر عنها بيانات، فإن صافي معدل الالتحاق بالمدارس الابتدائية 55 في المئة. وتستند نسب الالتحاق الإجمالية والصافية على عدد الطلبة المسجلين رسميا في المدارس الابتدائية، وبالتالي لا تعكس بالضرورة الفعلية معدل الالتحاق بالمدارس. في عام 2000، كان 44.2 في المئة من الأطفال الذين تتراوح أعمارهم بين 5 أعوام و14 عاما يذهبون إلى المدرسة. هناك نقص عام في المرافق والمعدات والمعلمين المؤهلين والكتب المدرسية وغيرها من الموارد.